# Дитіокарбамінові кислоти
Диті́окарбамі́нові кисло́ти (рос. дитиокарбаминовые кислоты, англ. dithiocarbamic acids) — аміди дитіокарбонатних кислот RR'NC(S)SH (рКа≈3—4). Нестабільні сполуки.
Їхні солі лужних металів (дитіокарбамати) з багатьма перехідними металами утворюють переважно забарвлені нерозчинні хелати. Є активними фунгіцидами (наприклад, етилен-біс- та диметилдитіокарбамати натрію, цинку, заліза, мангану). 

## Отримання
Первинний амін і сірковуглець реагують з утворенням дитіокарбамінової кислоти:
RNH2 + CS2 → R(H)NCS2H